# Het oordeel van Paris (Renoir)
Het oordeel van Paris (originele Franse titel: Le jugement de Pâris) is een schilderij van de Franse kunstschilder Pierre-Auguste Renoir, geschilderd in circa 1913-1914, olieverf op linnen, 73 × 92,5 centimeter groot. Het toont de Trojaanse prins Paris die als scheidsrechter optreedt in een schoonheidswedstrijd tussen drie godinnen. Het schilderij bevindt zich thans in het Hiroshima Bijutsukan (Kunstmuseum Hiroshima) te Hiroshima.

## Context
In de laatste jaren van zijn carrière woonde en werkte Renoir in Le Cannet te Zuid-Frankrijk, in een atelier dat daar nog steeds te bezoeken is. Hij leed aan artritis en zat in een rolstoel, maar werkte onvermoeibaar door. Steeds vaker greep hij in deze periode terug op de thema's uit het begin van zijn carrière, meer in het bijzonder op de Griekse mythologie. Daarbij liet hij zich inspireren door Rafaël Santi en vooral Pieter Paul Rubens, met wie hij een voorliefde deelde voor voluptueuze vrouwen. Zijn keuze voor het oordeel van Paris is te zien als een bewuste getuigenis om deel uit te maken van wat hij nog steeds beschouwde als de 'grote traditie' van de kunstgeschiedenis. Daarbij lag het oordeel van de Parijzenaars hem na aan het hart, waarin mogelijk een metafoor gezien kan gezocht met het onderwerp. Belangrijker echter was dat het thema hem de gelegenheid bood om, als zo vele kunstenaars voor hem, de fysieke schoonheid van het vrouwenlichaam uit te beelden, zoals hij dat eigenlijk zijn leven lang had gedaan.

## Het oordeel van Paris
Tijdens de bruiloft van Peleus met de Nereïde Thetis op de Olympus, legde
Eris, de godin van de twist, een gouden appel op tafel met het opschrift: "voor de mooiste!" De godinnen Hera, Athena en Aphrodite meenden alle drie aanspraak op de appel te mogen maken. Toen zij het niet eens konden worden, wees Zeus de op de berg Ida wonende Trojaanse prins Paris als scheidsrechter aan. Samen met Hermes begaven drie godinnen zich naar hem toe. Paris kon echter ook nauwelijks beslissen. Alle drie schenen hem even mooi toe.
Hera probeerde Paris vervolgens over te halen door hem de grootste rijkdommen en de heerschappij over geheel Azië in het vooruitzicht te stellen. Athena beloofde hem grote oorlogsvictorie en diepe wijsheid. Aphrodite roemde hem ten slotte als de mooiste jongeling van Phrygië, die ook de mooiste vrouw op aarde moest krijgen. Ze beloofde hem dat ze hem zou helpen om de liefde te verwerven van de mooiste vrouw op aarde, Helena, de dochter van Leda en vrouw van Menelaos, koning van Sparta.
|                                                 |  |  |
| Studies voor Het oordeel van Paris door Renoir. |  |  |

Meegesleept door de verleidelijke beloften van Aphrodite, schonk Paris haar uiteindelijk de gouden appel. Van die tijd af zouden Hera en Athena verbitterde vijandinnen zijn van de Trojanen.

## Afbeelding
Het oordeel van Paris lijkt voor buitenstaanders op een wat onhandige fantasie van een oudere man, maar kan gezien worden als een logische voortzetting van zijn ontwikkeling. Zijn rondreis door Italië in 1881 was daarbij een markerende gebeurtenis. In de Italiaanse kunst vond hij een helderheid van vorm, een nauwkeurigheid van contour en een vaardigheid van compositie, die hem kwaliteiten toeschenen die hij in zijn eigen werk miste. Renoirs manier van schilderen zou zich vanaf die tijd kenmerken door een sterkere concentratie op de verhouding tussen tekenen en schilderen, met hardere contouren, met een gladde structuur, meer gedisciplineerd en klassieker van stijl. Daarmee gaf hij zijn typisch impressionistische werkwijze op en maakte het vrouwelijk naakt tot zijn belangrijkste onderwerp.
Renoirs interpretatie van 'Het oordeel van Paris' sluit nauw aan bij die van Rubens. Paris wordt voorgesteld als een herder met een Frygische muts, hetgeen duidt op een nederige afkomst. Hermes, met gevleugelde hoed, leidt hem de godinnen voor. Ze hebben hun kleren uitgedaan en paraderen voor hun scheidsrechter. De sensualiteit van de figuren wordt benadrukt door een bijna strelend penseelgebruik, welke kenmerkend was voor zijn latere werk.
Renoirs Het oordeel van Paris kenmerkt zich door de opvallend warme toonstelling, die eveneens aan Rubens doet denken. De huidskleur van zijn modellen lijkt met zongoud overgoten. De omgeving heeft iets mediterraans, naar de omgeving waar hij toen woonde. De idealisering van het onderwerp en het kleurgebruik doen echter ook denken aan de fantasievoorstellingen van 'Les Fauves', een groep jonge schilders waarvan er toentertijd veel in Zuid-Frankrijk werkten. Ze stonden bekend om hun felle kleuren en woeste schildergebaren. Mogelijk wilde Renoir zich met hen meten, maar als wijze oude man hield hij tegelijk vast aan zijn wortels in de klassieke traditie en hield hij zijn penseelvoering rustig.
Het oordeel van Paris wordt door velen gezien als het beste werk uit zijn laatste periode

## Het oordeel van Parisdoor Rubens

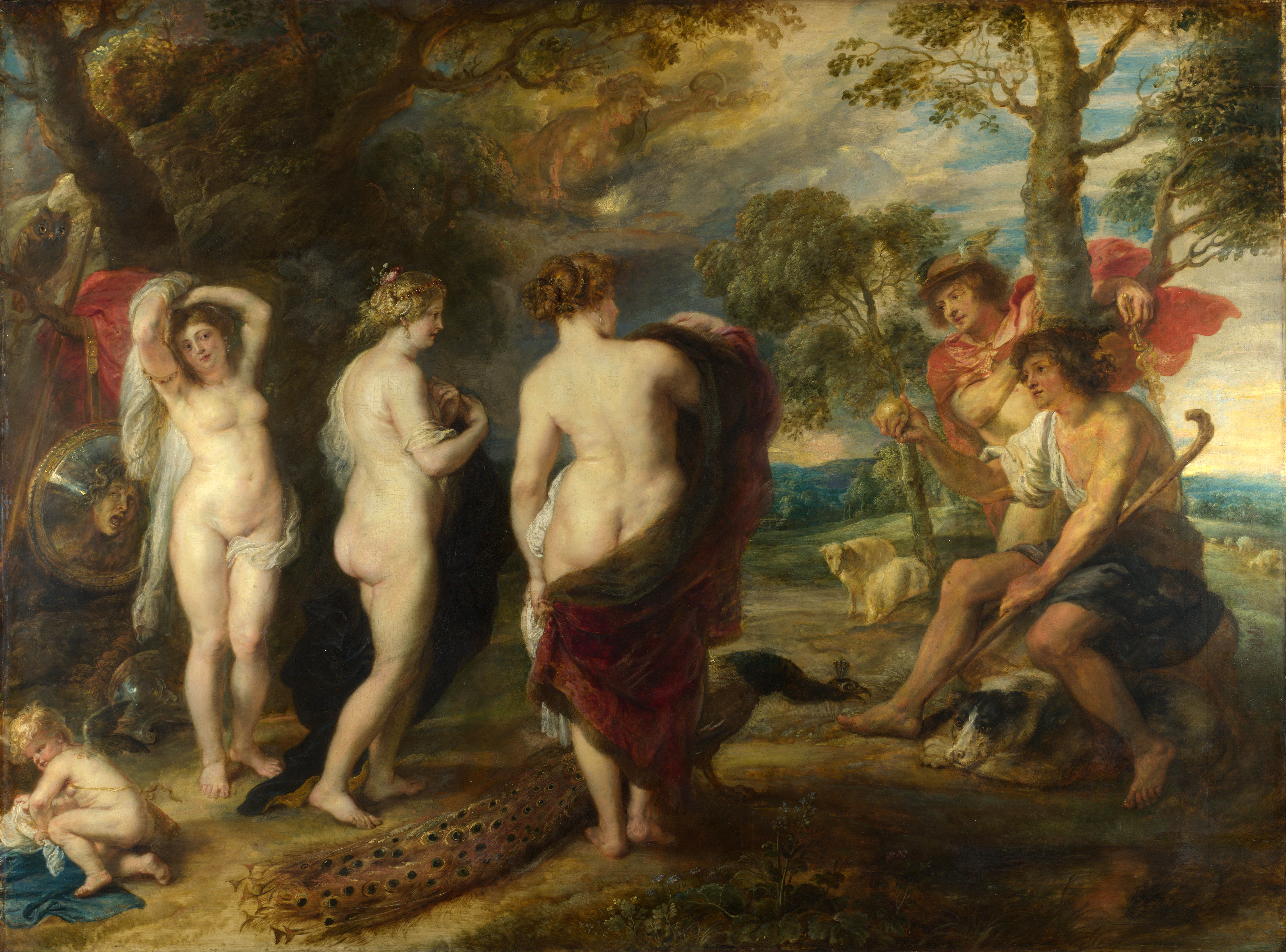
1632-1635
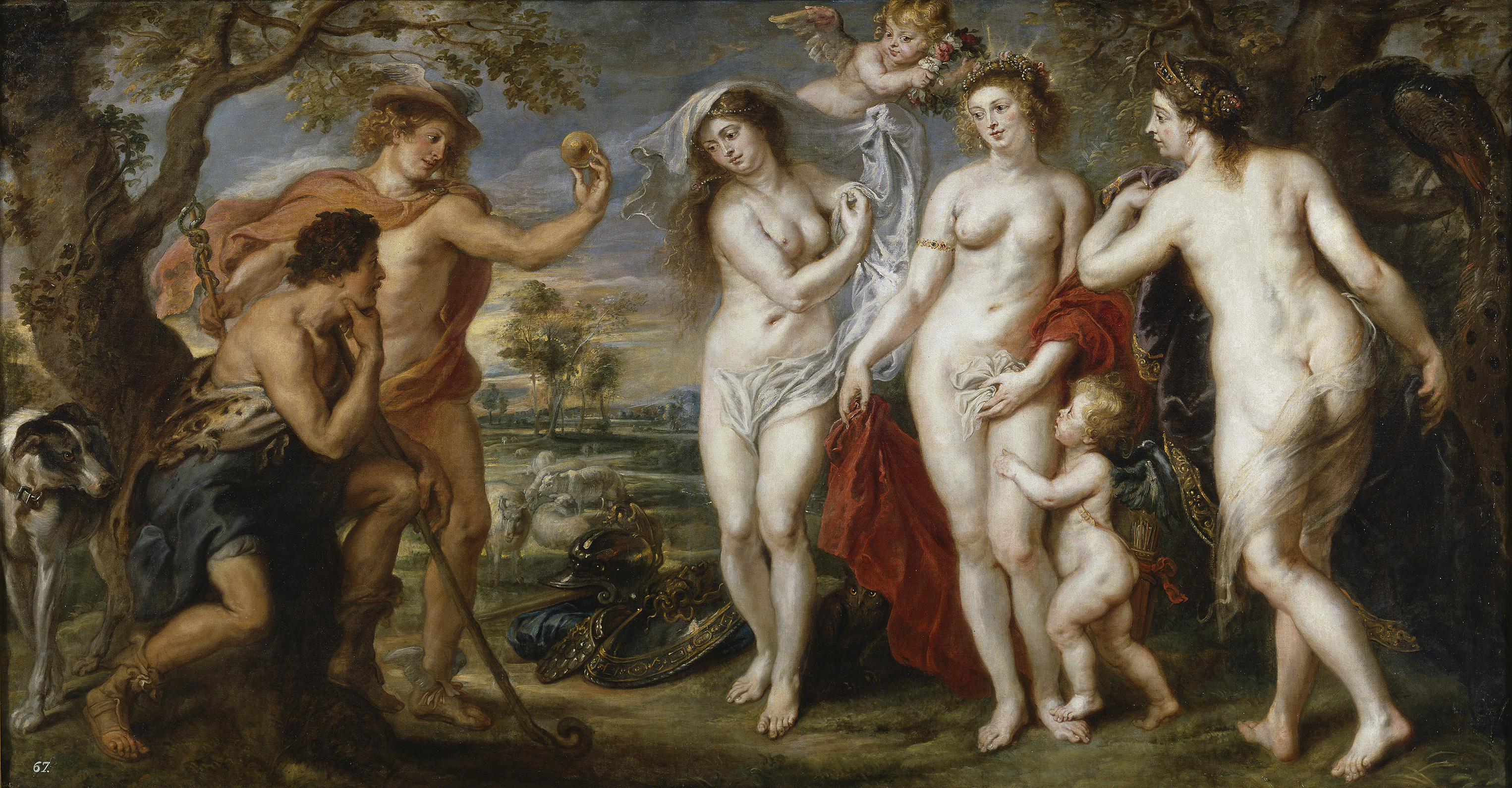
1638-1639